# Cryphoeca nivalis
Espèce
Synonymes
- Cryphoeca silvicola nivalis Schenkel, 1919

Cryphoeca nivalis est une espèce d'araignées aranéomorphes de la famille des Cybaeidae.

## Distribution
Cette espèce se rencontre en Suisse, en Autriche et en Italie. Elle se rencontre dans les Alpes.

## Publication originale
- Schenkel, 1919 : Araneae. Beiträge zur Kenntnis der Wirbellosen terrestrischen Nivalfauna der schweizerischen Hochgebirge, p. 72-87.